# Серау
Серау, или сероу (лат. Capricornis) — род парнокопытных млекопитающих из семейства полорогих, обитающих в горах Японии, Китая, Индии и некоторых других районах Юго-Восточной Азии. Животные, средние по размерам между оленем и козой, покрытые густым серым мехом; у самок рога длиной 4—6 см, а у самцов длина рога может достигать 8—10 см.
Образ жизни серау такой же, как у их близких родственников горалов (серау немного крупнее). Держатся семейными группами по 4—6 голов — самец, самка и разновозрастные детёныши. Серау летом поднимаются высоко в горы, а зимой, когда эти пастбища заваливает снегом, спускаются ближе к лесной зоне, где легче добыть корм.

## Виды
Ранее род серау считался монотипным с одним видом, широко распространённым в Южной и Юго-Восточной Азии от Гималаев до Японии и Суматры и образующим несколько подвидов. В настоящее время эти подвиды выделены в отдельные виды. Количество видов серау при этом разные исследователи определяют 6 или 7:
- Capricornis crispus — Японский серау
- Capricornis milneedwardsii — Китайский серау
- Capricornis rubidus — Красный серау[8]
- Capricornis sumatraensis — Суматранский серау
- Capricornis swinhoei — Тайваньский серау
- Capricornis thar — Гималайский серау[8]